# Phước Đông, Gò Dầu
Phước Đông là một xã thuộc huyện Gò Dầu, tỉnh Tây Ninh, Việt Nam.
Trong đợt cải cách hành chính Việt Nam năm 2025, theo Nghị quyết số 1682/NQ–UBTVQH15, xã Phước Đông của huyện Gò Dầu đã sáp nhập với phường Gia Lộc thuộc tỉnh Tây Ninh.

## Địa lý
Xã Phước Đông nằm ở phía đông huyện Gò Dầu, có vị trí địa lý:
- Phía đông giáp thị xã Trảng Bàng
- Phía tây giáp xã Phước Thạnh
- Phía nam giáp xã Thanh Phước
- Phía bắc giáp xã Bàu Đồn.

Xã Phước Đông có diện tích 23,10 km², dân số năm 2019 là 19.080 người, mật độ dân số đạt 826 người/km².

## Hành chính
Xã Phước Đông được chia thành 5 ấp: Cây Trắc, Phước Đức A, Phước Đức B, Suối Cao A, Suối Cao B.